# زاك سوانسون
زاك سوانسون (بالإنجليزية: Zak Swanson)‏ هو لاعب كرة قدم بريطاني، ولد في 28 سبتمبر 2000.